# Respiro di Falstaff
Con la locuzione respiro di Falstaff ci si riferisce ad una forma di respiro patologico ed estremamente difficoltoso associato alla sindrome delle apnee ostruttive nel sonno.

## Etimologia
(Shakespeare, Enrico IV, parte I, Atto II, Scena 4)

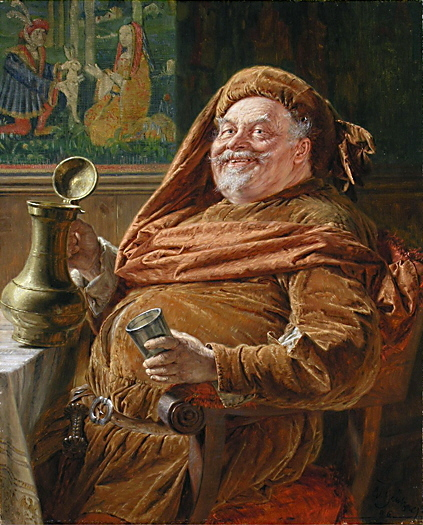
Falstaff con una brocca di vino e una tazza grande. Dipinto di Eduard von Grützner 1896

Sir John Falstaff è una creatura letteraria dovuta alla geniale immaginazione di William Shakespeare che lo inventò nel 1596 per la sua opera Enrico IV e per Le allegre comari di Windsor. Falstaff viene descritto come un individuo gravemente obeso, una figura di grandi e grandiose proporzioni:
 pressa-letto, spezza-cavallo, enorme collina di carne sono alcuni dei nomignoli che gli vengono affibbiati. Russatore e sonnolento Falstaff è probabilmente il personaggio di finzione che combacia maggiormente con i sintomi della apnea ostruttiva nel sonno.

Di lui Shakespeare ci fa sapere che “russa come un cavallo” e che fa fatica a respirare. Beve moltissimo ed ha una spiccata propensione ad addormentarsi in luoghi strani ed insoliti ed in momenti inopportuni lungo l'arco della giornata. Viene descritto disteso, assopito nel bel mezzo della giornata su una panchina del Palazzo di Westminster oppure durante il gioco alla Taverna Capo del Cinghiale. Il povero, grasso e sbuffante Falstaff deve essere sempre svegliato da qualcuno.

## Eziopatogenesi
Negli individui gravemente obesi il dormire comporta una marcata perdita del tono della muscolatura scheletrica. Questo fatto determina un importante restringimento delle vie aeree superiori, in particolare nella fase REM, quando il rilassamento muscolare raggiunge un apice. La faringe tende a collassare risultando una ostruzione parziale o completa. La colonna d'aria che attraversa queste strutture tende perciò ad accelerare e mette in vibrazione le strutture stesse: il flusso diviene turbolento e ne consegue il russamento.

L'ostruzione persiste fino alla temporanea interruzione del sonno ed al ripristino del tono muscolare. I momentanei risvegli tendono ad essere inferiori ai 15 secondi.

Occasionalmente l'ostruzione si traduce in un risveglio improvviso con uno sbuffo od un russamento più sonoro. Al ripristino della respirazione con pochi respiri riprende un sonno più profondo ma il problema a breve si ripresenta.

Questo ciclo di apnee e risvegli può verificarsi centinaia di volte ogni notte.

## Controversie
In una lettera al New England Journal of Medicine del 1983 venne richiesto al direttore di prendere in considerazione il fatto che, nonostante pneumologi e fisiologi avessero dimostrato le loro inclinazioni letterarie coniando il termine sindrome di Pickwick richiamando il personaggio del libro di Dickens (Il circolo Pickwick - 1836), probabilmente sarebbe stato opportuno etichettare il problema della respirazione pesante nei soggetti gravemente obesi come "sindrome di Falstaff" dalla descrizione di Shakespeare precedente di oltre due secoli.